# Dhanus afghanicus
Dhanus afghanicus es una especie de arácnido del orden Pseudoscorpionida de la familia Ideoroncidae. Esta especie fue descrita bajo el protónimo Dhanus afghanicus por Beier en 1959. Harvey la incluyó en el género Shravana en 2016.

## Distribución geográfica
Se encuentra en Afganistán y en Irán.